# Obesitat mòrbida
L'obesitat mòrbida és un tipus d'obesitat que es dona quan el pes corporal d'un individu supera el 24% de la massa corporal considerada 'normal'. Es considera obesitat mòrbida un valor igual o major a 40 en l'índex de massa corporal, classificada per l'OMS com a obesitat grau III. El Dr. J. Howard Payne va introduir el terme el 1963 a la revista American Journal of Surgery, en l'article Observacions metabòliques en pacients amb derivacions jejunocòliques. És una patologia crònica, incurable, tot i que controlable, i amb tendència epidèmica als països industrialitzats.

## Trastorns associats
Aquesta condició produeix o empitjora nombrosos trastorns en l'organisme: diabetis mellitus, hipertensió arterial, malalties cardíaques, accident vascular cerebral, alguns càncers, depressió, artrosi, etc.
Les persones afectades per obesitat també poden desenvolupar lentament hipoxèmia i apnea del son. El fet que disminuïsca la quantitat d'oxigen en la sang i es presenten problemes relacionats a l'apnea del son poden produir somnolència en la persona durant el dia. Quan aquests trastorns no reben un tractament mèdic (i ja en casos extrems), es pot patir una insuficiència cardíaca dreta, duent a l'afectat fins a la mort.

## Etiologia
Les mateixes que l'obesitat no mòrbida.

## Tractament

### No farmacològic
Habitualment aquest trastorn es tracta amb la restricció de calories i un programa d'exercicis. Per al pacient aquest tractament és molt difícil, pel que sempre es necessita tot el suport de la seua família.
Cal esmentar que una pèrdua saludable de pes no hauria de superar els 0,5 kg per setmana, a causa de la restricció en hidrats de carboni, que podria provocar hipoglicèmia.

### Farmacològic
És el tractament que caldrà prescriure en cas de no resposta al tractament no farmacològic, o per a disminuir el pes abans de la cirurgia.

### Quirúrgic
L'anomenada cirurgia bariàtrica.